# Пісняр-лісовик жовтоголовий
Пісняр-лісовик жовтоголовий (Setophaga occidentalis) — вид горобцеподібних птахів родини піснярових (Parulidae). Поширений у Північній Америці.

## Поширення
Гніздиться на заході Північної Америки. Його ареал розмноження охоплює територію вздовж узбережжя західної частини США від штату Вашингтон до північної частини Каліфорнії. Взимку він мігрує до південної Каліфорнії та високогір'я Мексики і Центральної Америки аж до Нікарагуа.
Середовища існування — хвойні ліси, сосново-дубові бори, діброви. Під час міграції він також мешкає в інших типах рослинності, таких як чагарник і чапараль. Віддає перевагу гірським районам середньої та великої висоти.

## Опис
Довжина дорослих особин 11-12 см. Самець жовтоголовий, з чорним горлом. Спинні частини, включаючи потилицю, сірі з чорними прожилками. На крилах є дві білі смуги, а на хвості кілька білих плям. Черевні частини, від грудей до нижніх покривів хвоста, білуваті, з деякими темними смугами з боків грудей.
Самиця і молодняк мають розмиті кольори. Голова переважно жовта, але з оливковою короною та жовтим горлом з деякими чорними плямами. Решта тіла схоже на тіло самця, хоча й тьмяніше.